# 3D Ultra Lionel Traintown
3D Ultra Lionel Traintown es un juego de ferrocarril en tercera persona de 1999 de Sierra On-Line bajo la marca de juegos casuales Sierra Attractions, con licencia de Lionel, LLC. Consiste en diseños de trenes, algunos de los cuales el jugador puede editar.
Las locomotoras incluyen una locomotora de maniobras Union Pacific EMD SW1500, una locomotora diésel F3A de Atchison, Topeka y Santa Fe Railway (generalmente utilizada para tirar de trenes de pasajeros), una locomotora de vapor 2-8-0 y un vagón de pasajeros de los años 50.
Una versión mejorada, titulada 3D Ultra Lionel Traintown Deluxe, se lanzó al año siguiente.

## Jugabilidad
Hay seis dificultades, conocidas como listas de tareas. Cada dificultad tiene 11 trabajos y luego se desbloquea un duodécimo. La mayoría de los trabajos se basan en recoger y entregar cargas mediante vagones de mercancías y de pasajeros. Otros trabajos implican mover vagones de carga numerados para realizar ecuaciones válidas de suma, resta, multiplicación y división en niveles de dificultad desde jardín de infantes hasta quinto grado. Hay juegos de memoria, palitos para recoger, ahorcado, Torre de Hanoi y rompecabezas de anagramas con límites de tiempo establecidos. El juego tiene siete entornos de juego diferentes, incluido un desierto, el Ártico, una sala de estar y la luna.

## Recepción
3D Ultra Lionel Traintown ganó el premio «Título de entretenimiento familiar informático del año» de la Academia de Artes y Ciencias Interactivas en la 3.ª edición anual de los premios Interactive Achievement Awards.